# Astragalus jodotropis
Astragalus jodotropis är en ärtväxtart som beskrevs av Pierre Edmond Boissier. Astragalus jodotropis ingår i släktet vedlar, och familjen ärtväxter. Inga underarter finns listade i Catalogue of Life.